# San Agustín del Bordito
San Agustín del Bordito är en ort i Mexiko.   Den ligger i kommunen San Miguel de Allende och delstaten Guanajuato, i den centrala delen av landet, 230 km nordväst om huvudstaden Mexico City. San Agustín del Bordito ligger 2 085 meter över havet och antalet invånare är 161.
Terrängen runt San Agustín del Bordito är platt åt sydost, men åt nordväst är den kuperad. Terrängen runt San Agustín del Bordito sluttar söderut. Runt San Agustín del Bordito är det ganska tätbefolkat, med 96 invånare per kvadratkilometer. Närmaste större samhälle är San Miguel de Allende, 10,2 km väster om San Agustín del Bordito. Trakten runt San Agustín del Bordito består i huvudsak av gräsmarker.